# ウミユリ
ウミユリはウミユリ綱に分類される棘皮動物のうち、ウミシダ類を除く一群である。「ユリ」の名前がついているために植物のような印象を与えるが、ヒトデやウニと同じ棘皮動物の仲間である。
植物の茎のような一本の長い支持体の先端に腕を広げた形状で特徴づけられ、海底から直接腕を広げるウミシダ類と対比される。関節を持った長い支持体の有無という観点から、ウミシダ類を「無節ウミユリ類」と称し、ウミユリを「有節ウミユリ類」と称することもある。ただしこの「有節／無節：ウミユリ／ウミシダ」という二分法は外見による便宜上のものであり、分類学上は本項で解説するウミユリ（ウミユリ綱のうち有節の群）のみを分類するタクソンは提唱されていない。
現在は水質の変化が少ない各地の深海に棲み、体長は35 - 50 cm。生きている化石としても有名である。海底に生息しているため、生体を見ることはなかなか難しい。古代では浅瀬にも生息していた。

## 特徴
ウミユリは根や茎のように見える支持体と、花弁のような腕を持っている。種によっては海藻のような外見を呈し、体色もあざやかなものが多い。腕によって海中のプランクトンなどを捕らえ、餌としている。幼体の間は自由に海を泳ぎまわることができる。成体になるとウミユリは普段は岩などに接着して固着性の生活を営むが、稀に基物を離れて海中を漂う事もある。

## 化石

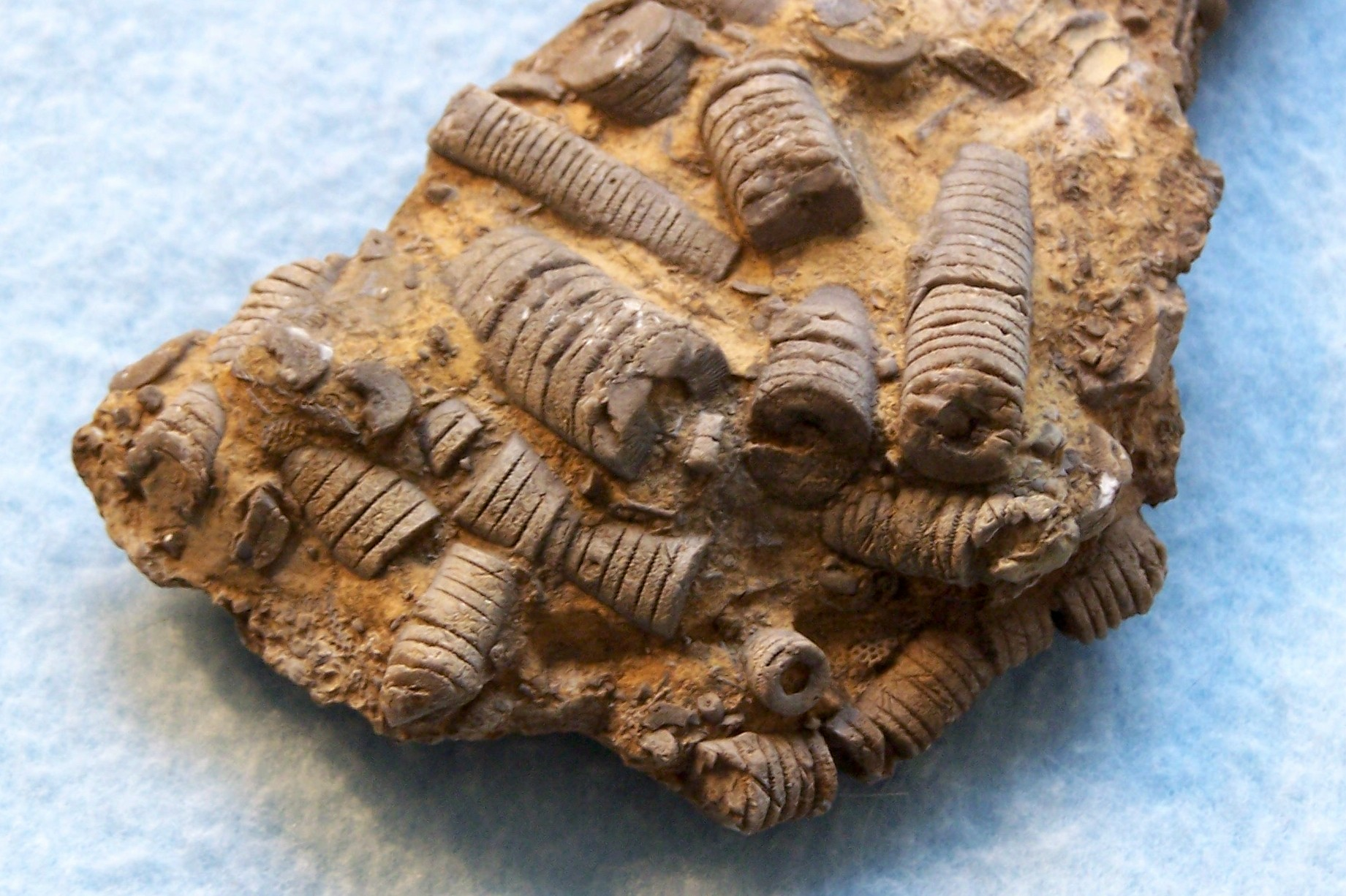
ウミユリの化石

ウミユリの化石が多く見つかるのは、約2億5000万年前の地層である。最古の化石が見つかるのはバージェス頁岩の中なので、カンブリア爆発時に出現したと考えられている。ウミユリの体は脆弱であり、全体に骨格が小さな節に分かれているので、それらがばらばらになり、全形をとどめないことが多い。ばらばらの節だけが堆積した石灰岩も見られる。生息数も多かったようで、日本からもたくさんの化石が見つかっている。

## 梅花石

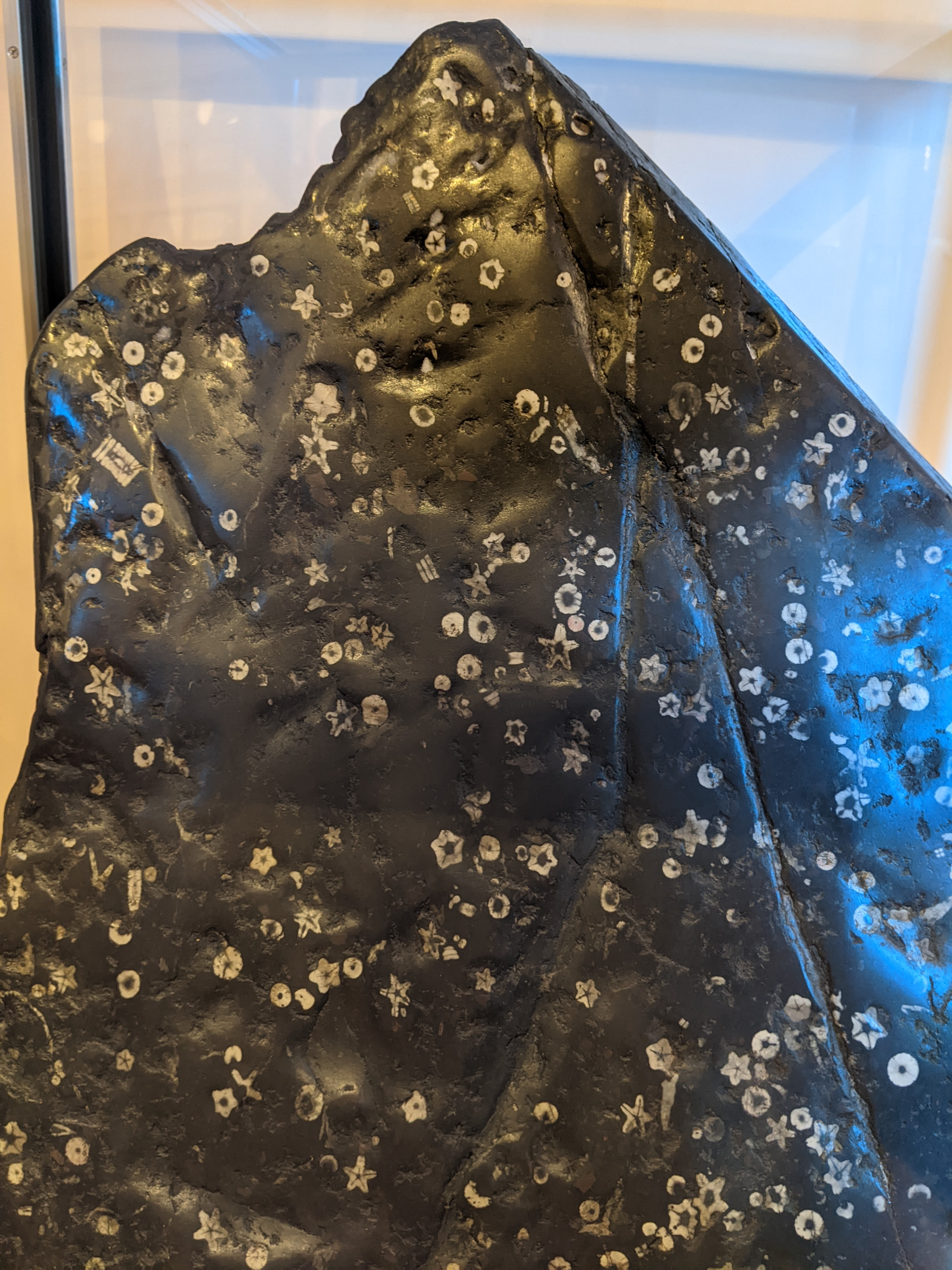
北九州市門司区の梅花石（関門海峡ミュージアム）。

ウミユリの化石を含む古生代後期の石灰質輝緑凝灰岩を梅花石という。化石の模様が梅の花に似るため梅花石と呼ばれている。

## 現生種
現生のウミユリでは日本近海に生息するトリノアシやマバラマキエダウミユリなどが知られている。